# Macrocera variegata
Macrocera variegata är en tvåvingeart som beskrevs av Ostroverkhova 1979. Macrocera variegata ingår i släktet Macrocera och familjen platthornsmyggor. Inga underarter finns listade i Catalogue of Life.